# Електростатичен генератор
Електростатичният генератор, известен и като генератор на ван дер Грааф, е механично устройство, което създава статично електричество или електричество с висок волтаж и импулсен постоянен ток. За създаването на електростатичен заряд генераторите използват триене или електростатична индукция.

## История
Първият такъв генератор е разработен от американския физик Робърт Ван де Грааф през 1929 година и е позволявал получаване на потенциална разлика до 80 киловолта. През 1931 и 1933 пак той построява по-мощни генератори, позволяващи напрежения от 1 милион и 7 милиона волта.
Инфлуентната машина представлява значително по-сложен, но и по-ефективен генератор за високо напрежение, при който се използва електростатичната индукция, т.е. възбуждането на противоположни заряди от разстояния. Тя е изобретена и усъвършенствана от Уимсхърст, Холц и Тьоплер през 1865 – 1867 г.

## Принцип на действие
Простият генератор на Ван де Грааф се състои от диелектрична (копринена или гумена) лента (4), въртяща се на ролки (3) и (6), при което горната ролка е от диелектрик, а долната от метал и е заземен. Един от краищата на лентата е закрепен в метална сфера (1). На неголямо разстояние от лентата отгоре и отдолу са разположени два електрода (2) и (5) във формата на четки, като електрод 2 е съединен с вътрешната повърхност на сферата 1. Чрез четка (5) въздухът се йонизира от източник на високоволтово напрежение (7), образувалите се положителни йони по закона на Кулон се движат към заземената ролка (6) и се натрупват върху лентата, която пренася заряда вътре в сферата (1), където той се снема от четка (2). Поради Кулоновите сили зарядите се отблъскват към повърхността на сферата и електрическото поле вътре в сферата се създава само от допълнителния заряд върху лентата. По този начин върху външната повърхност на сферата се натрупва електрически заряд. Възможността за получаване на високо напрежение е ограничена от възникването на коронен разряд при йонизацията на въздуха около сферата.
При инфлуентния гнератор някои от основните елементи, дискове, четки, колектори, са идентични с тези на генератора на Ван де Грааф, но има и съществени разлики. Тук се използват два диска от стъкло или ебонит, с равномерно разпределени сектори от алуминиево фолио. Дисковете се въртят в противоположни посоки. Мостовете в1в2 и в3в4 / от другата страна /, завършващи в двата края с метални четки, свързват противоположни точки по диаметрите на двата диска и са заземени. Електрически заряд, възникнал в единия диск, индуцира в срещулежащо фолио на другия диск противоположен заряд, който се предава на моста и в двата края на моста възникват противоположни товари. Чрез своите четки мостът контактува с диска и предава товарите на неговата повърхност. При насрещното движение на секторите индуцираните товари се увеличават. Противоположните товари се събират непрекъснато от четките и се отвеждат в две лайденски стъкленици (кондензатори). Двата диска действат по аналогичен начин. Напрежението се регулира чрез изменение на разстоянието между двете метални сфери, където се получават искри.

## Приложения
Исторически електростатични генератори са се използвали в ядрената физика като ускорители на частици. Днес тази им роля е намаляла поради развитието на други методи за ускорение на частици.
В миналото са използвани за стерилизация на храна или в рентгенови тръби, но в наши дни служат главно за демонстрационни цели, за моделиране на процесите при падане на мълнии и др.